# Estadio Potosí
El Estadio Potosí es un campo deportivo boliviano ubicado en la Ciudad de Potosí, en la Calle Sucre esq. Lucas Jaimes, creado por la Ley del 10 de diciembre de 1958, emitido por el entonces presidente Hernan Siles Zuazo. En este estadio se jugaron los partidos de la Copa Simón Bolívar (Bolivia) desde su fundación hasta 2010.
Hoy en día, se juegan los partidos la 1.ª "A" y la 1.ª "B" de Asociación de Fútbol Potosí AFP

## Historia y equipos locales
La construcción del histórico Estadio Potosí se remonta a la década de los 50 y 60, con la incursión en la Copa Simón Bolívar (entonces primera división del fútbol boliviano) de los equipos: Independiente Unificada y Stormers San Lorenzo (entonces se llamaba Stormers Petrolero). Este Estadio tiene una capacidad para 7.000 espectadores, en este escenario fueron locales, los equipos: Independiente Unificada (desde la fundación de la 1.ª división hasta 1982) junto al Stormers Petrolero (que posteriormente paso a llamarse Club Stormers San Lorenzo, producto de la fusión de estos 2 clubes), el Club 1.º de mayo (los años 1983 y 1984), el Club Wilstermann Cooperativas (el año 1985), el Club BAMIN Potosí (el año 1986, posteriormente en 1994 paso a llamarse Club Bamin Real Potosí), y el penoso Club Municipal de Potosí (el año 1987). Cabe hacer notar que entre 1981 y 1987 el fútbol potosino paso por una profunda crisis, a tal punto que a causa de una goleada que le propinó el Club Deportivo Litoral al Club Municipal de Potosí por la cuenta de 13 a 0, la liga sancionó al fútbol potosino por 2 temporadas los años 1988 y 1989, años de la institucionalización de la Copa Simón Bolívar (Bolivia) como 2.ª división del fútbol boliviano.

## Estadio internacional
Este estadio también fue internacional, con la visita de tres equipos internacionales, como ser el Club Atlético Independiente de Avellaneda, que jugó con el Club Independiente Unificada y el Club 31 de Octubre en sus Bodas de Oro, la Selección Fantasma de Argentina conformada por jugadores de la selección Argentina, destinados a adecuarse a la altura de La Paz, para las Eliminatorias de la Copa Mundial de Fútbol de 1974 celebrada en Alemania, jugando con el Club Independiente Unificada en 1973. y el Racing Club (también de Argentina) que se enfrentó en partido amistoso con el Club Atlético Nacional Potosí, en la década de los '70, recaudación que le sirvió para adquirir los terrenos de su actual sede.

## Características del estadio

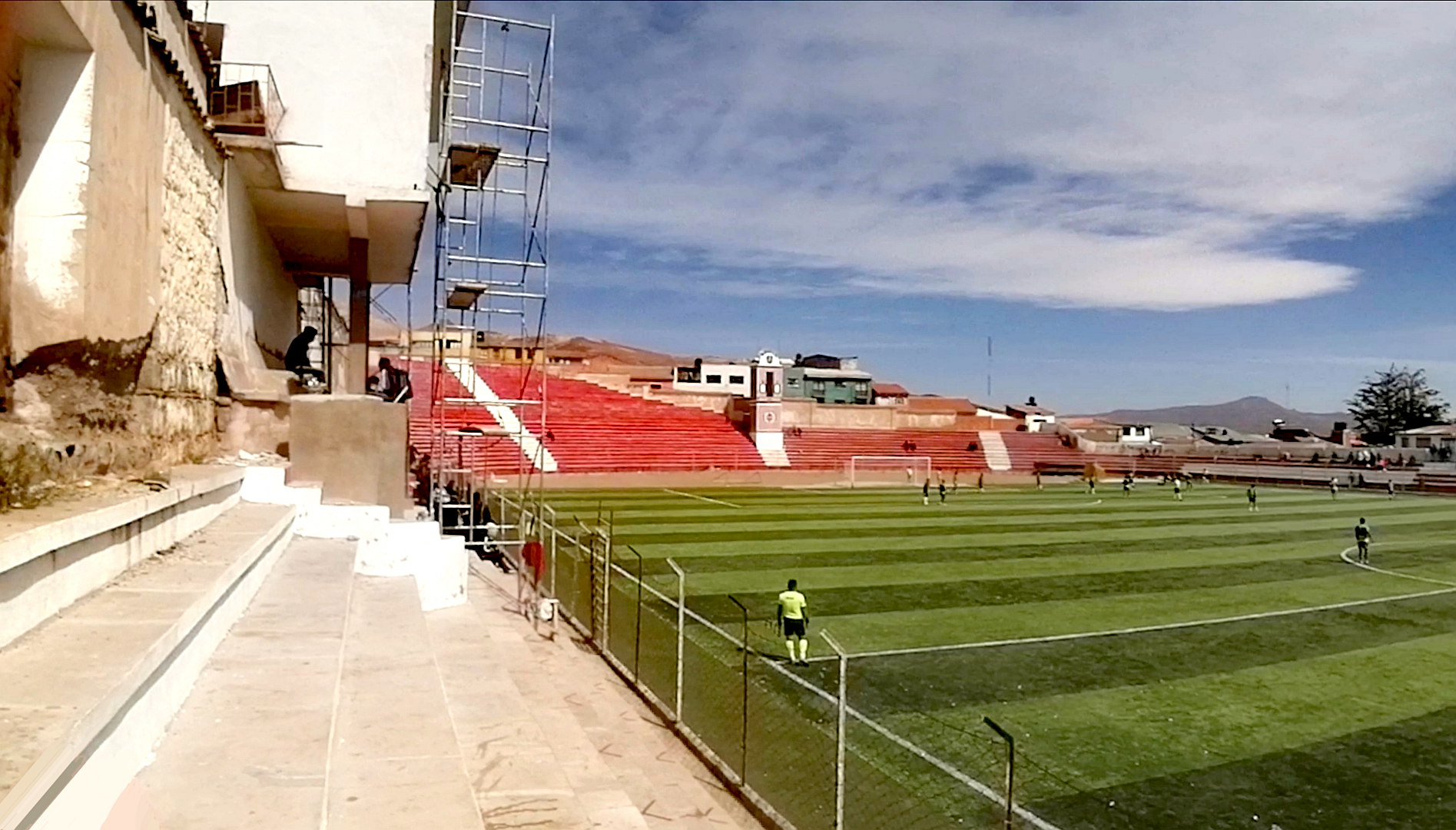

Entre las características de este estadio tenemos su curiosa curva sur, como el lado más amplio del estadio, que alberga prácticamente más del 60 % de la capacidad del Estadio, tiene 5 cabinas de transmisión Radial en la recta Este.
Estas cabinas se encuentran sobre lo que fuera en su mejor época el palco de honor, a donde acudían las autoridades del Departamento.
Cabe destacar que el Estadio no tenía las mismas características de los estadios que hoy conocemos,  podemos mencionar entre ellos que el estadio no se dividía en sectores, si bien la ubicación ha sido bien pensada, (por tener la cancha ubicada de sur a norte) todos los asistentes al estadio, tomaban su lugar de acuerdo a la llegada en cualquier sector del Estadio.
También podemos mencionar que el estadio no fue diseñado para tener algún tipo de pista atlética, razón por la cual, sus tribunas Este, y Oeste, (lo que hoy fuera General y Preferencia)  se encontraban a menos de un metro de la línea de juego, formando una media luna, tanto en curva sur como en curva norte.
Algo que se puede destacar al respecto, es que los espacios destinados a los equipos tanto locales, como visitantes,  era en la esquina norte de la recta Este, sobre las graderías del Estadio, solo separadas del público por mallas de alambre.
Una característica especial del campo deportivo  es una torre de aproximadamente 15 metros con características similares al del Estadio Centenario de Uruguay, que servía como Marcador de Resultados de los partidos  y que se usa hasta el día de hoy.

## Deterioro y proyectos de refuncionalización
Lamentablemente hoy en día, este estadio que vio nacer a paso lento la gloria del fútbol Potosino, esta en deterioro constante, sin que las autoridades puedan hacer algo al respecto. En estas instalaciones se reúnen los directivos de la Asociación de Fútbol Potosí AFP., y aún es uno de los 2 únicos campos deportivos con césped natural de la ciudad el otro es del Estadio Víctor Agustín Ugarte. (ya que existen aproximadamente 15 campos deportivos, todos con césped sintético)
Existe un Proyecto, de 2005 que contemplaba la refuncionalización de este campo de juego, con la construcción de un segundo plato en la parte de general, la desaparición de las media lunas en curva sur y norte, con la construcción sobre esas partes de más graderías, de dos platos. Proyectando una capacidad de 12.000 espectadores.
A partir del 7 de noviembre de 2018 se hace inicio de las obras de refacción de este Estadio, se pondrá césped sintético, también se hará  la refacción de las graderías y los camerinos 